# 데스페르타르 콘티고
《데스페르타르 콘티고》(스페인어: Despertar contigo)은 2016년 방영된 멕시코의 텔레노벨라이다.